# Uricuria
Per uricuria (o uricosuria) si intende la presenza di acido urico e di urati nelle urine, che può essere normale, inferiore alla norma (ipouricosuria) o superiore alla norma (iperuricosuria) a seconda delle patologie connesse.

## Valutazione
Impropriamente per uricuria si intende l'esame di laboratorio relativo, eseguito sulle urine delle 24 ore, cioè urine raccolte nel corso di una intera giornata, per determinare la concentrazione di acido urico.
L'uricuria è particolarmente elevata nella gotta.
La raccolta viene effettuata eliminando la prima urina della mattina prendendo nota dell'orario e successivamente raccogliendo in un idoneo contenitore tutta l'urina emessa sino al giorno successivo alla medesima ora.